# Gary Myers
Gary Myers (Wiluna, 22 luglio 1941) è un modello e attore australiano noto come l'originale "Milk Tray Man" nella lunga campagna pubblicitaria televisiva per i cioccolatini di Cadbury che andarono in onda dal 1968 al 1984.
Ebbe il ruolo importante del capitano Lew Waterman nella serie televisiva cult di Gerry Anderson, UFO.